# 荒川通
荒川 通 （あらかわ とおる、1932年11月 - 2015年6月20日）は、 和道流空手の達人。 彼は日本で9段にランクされた数少ない空手家の1人。 岐阜県出身。 

## 生涯
荒川通は、18歳のときに日本大学で空手のトレーニングを開始。 1960年代初頭、 鈴木達夫 、 高島元とともに欧米を旅し、欧米の空手人気を高めた。  
荒川は1962年から1979年まで全日本空手道連盟マネージャーを務めた。 1982年、彼は最初のShatai [Kata]の本の作成に大きな役割を果たした。これは、カタのスタイルを標準化したもので、JKF競技のスタイルを包括している。 また、1980年代には西村誠司 、 前田敏明など数々の成功したアスリートを育成した。  
2015年6月に亡くなるまで、荒川は渋谷 道場や国内外の国際セミナーで教えていた。

## 著書
- 空手道片型 、1982年、JKF和道会
- 和道会空手道教科書、カタ節（第1巻） 、2015年、JKF和道会